# Festival del cinema di Gdynia
Il Festival del cinema di Gdynia citato in inglese come Gdynia Film Festival (fino al 2011: Festival del cinema polacco, in polacco: Festiwal Polskich Filmów Fabularnych w Gdyni) è un festival cinematografico annuale che si è tenuto per la prima volta a Danzica (1974–1986) e ora si tiene a Gdynia, in Polonia.
Si è svolto ogni anno dal 1974, tranne che negli anni 1982 e 1983, quando la Polonia era sotto la legge marziale.
Gli organizzatori del festival sono il Ministero della Cultura e del Patrimonio Nazionale della Polonia, l'Istituto Polacco del Cinema (PISF), l'Associazione dei Cineasti Polacchi, il Governo Locale del Voivodato della Pomerania e la città di Gdynia.
Il premio del Festival del cinema polacco è il Grand Prix Leone d'oro (polacco: Złote Lwy). I premi speciali includono i Leoni di platino (Platynowe Lwy) conferiti alla carriera nel cinema e il Premio del pubblico. Krzysztof Kieślowski e Agnieszka Holland sono finora gli unici registi ad aver vinto tre volte il Grand Prix. Nel 2020,  Zabij to i wyjedź z tego miasta di Mariusz Wilczyński è diventato il primo film d'animazione nella storia del festival a ricevere il Leone d'oro per il miglior film.
La giuria del concorso del 2008 era presieduta da Robert Gliński, regista già vincitore del festival.

## Elenco dei vincitori
Il Leone d'oro non è stato assegnato sei volte: nel 1976, quattro film hanno invece vinto il Premio Principale (in polacco: Nagroda Główna), i film che hanno ricevuto questo riconoscimento sono stati Ocalić miasto di Jerzy Łomnicki, Przepraszam, czy tu biją? , Smuga cienia di Andrzej Wajda e Hazardziści di Mieczysław Waśkowski; nel 1982 e nel 1983 il festival non si tenne a causa dell'imposizione della legge marziale in Polonia; nel 1989, 1991 e 1996.

## Galleria d'immagini

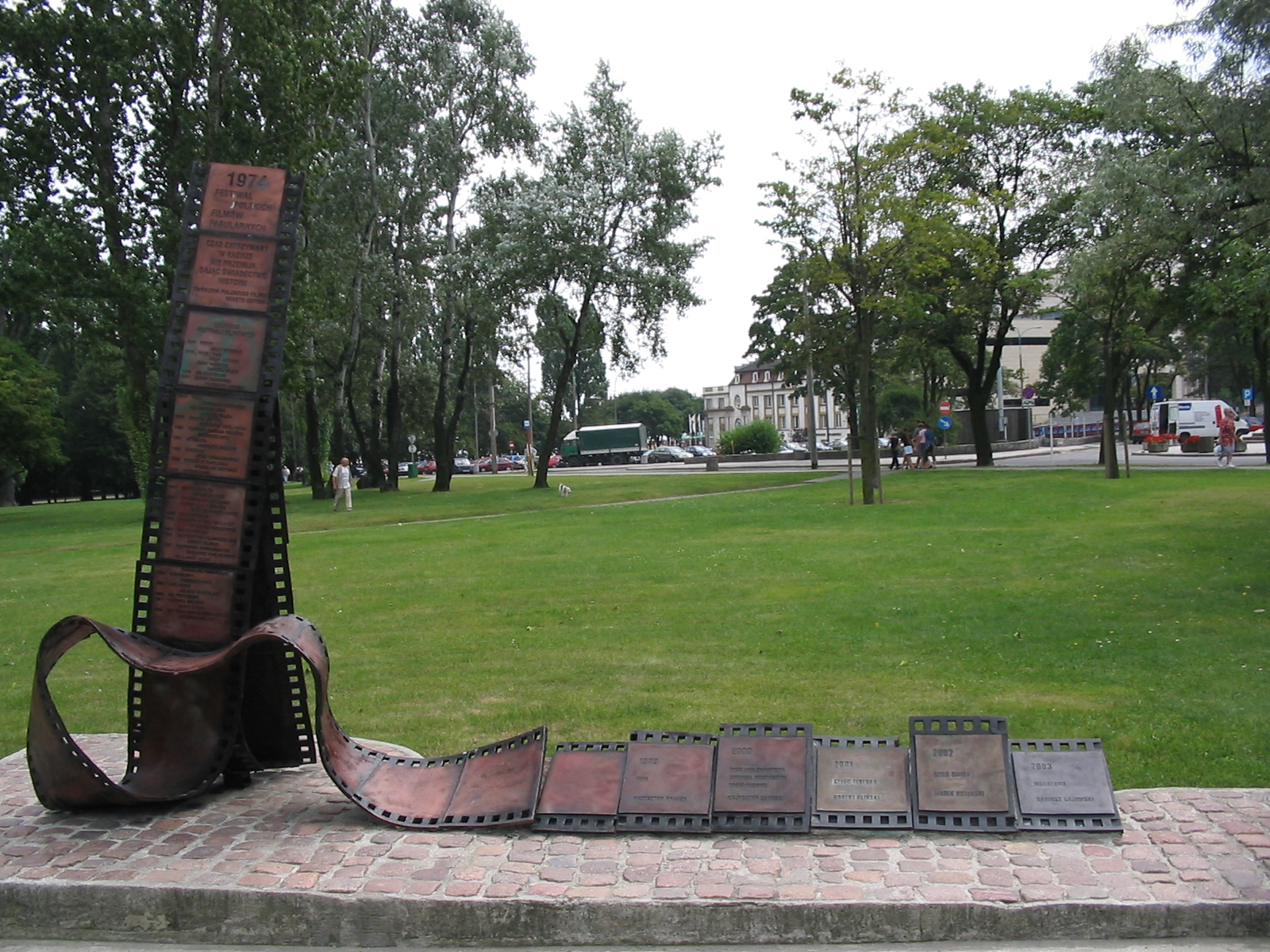
Statua commemorativa del festival a Gdynia
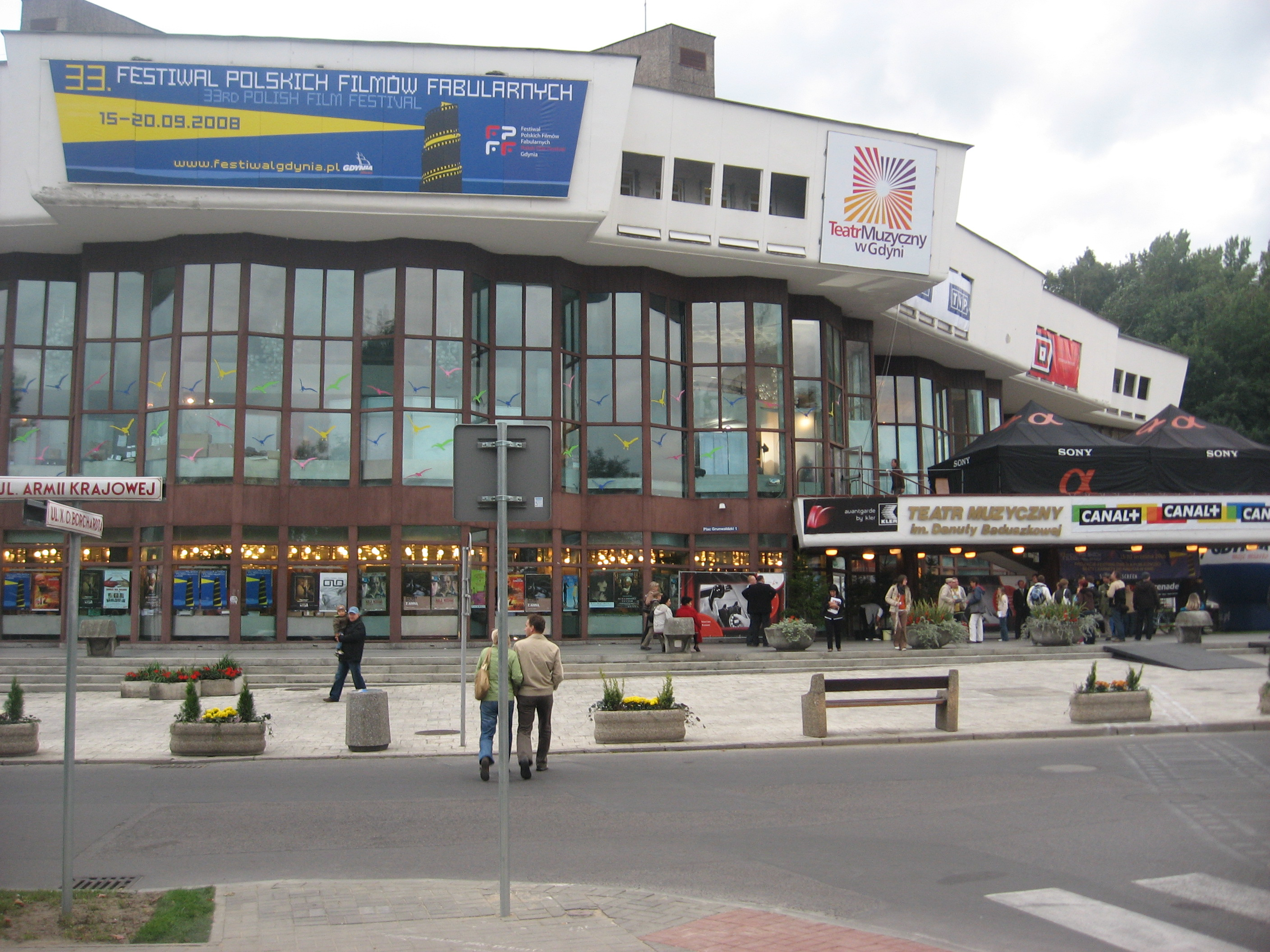
Teatro musicale a Gdynia, sede principale del festival
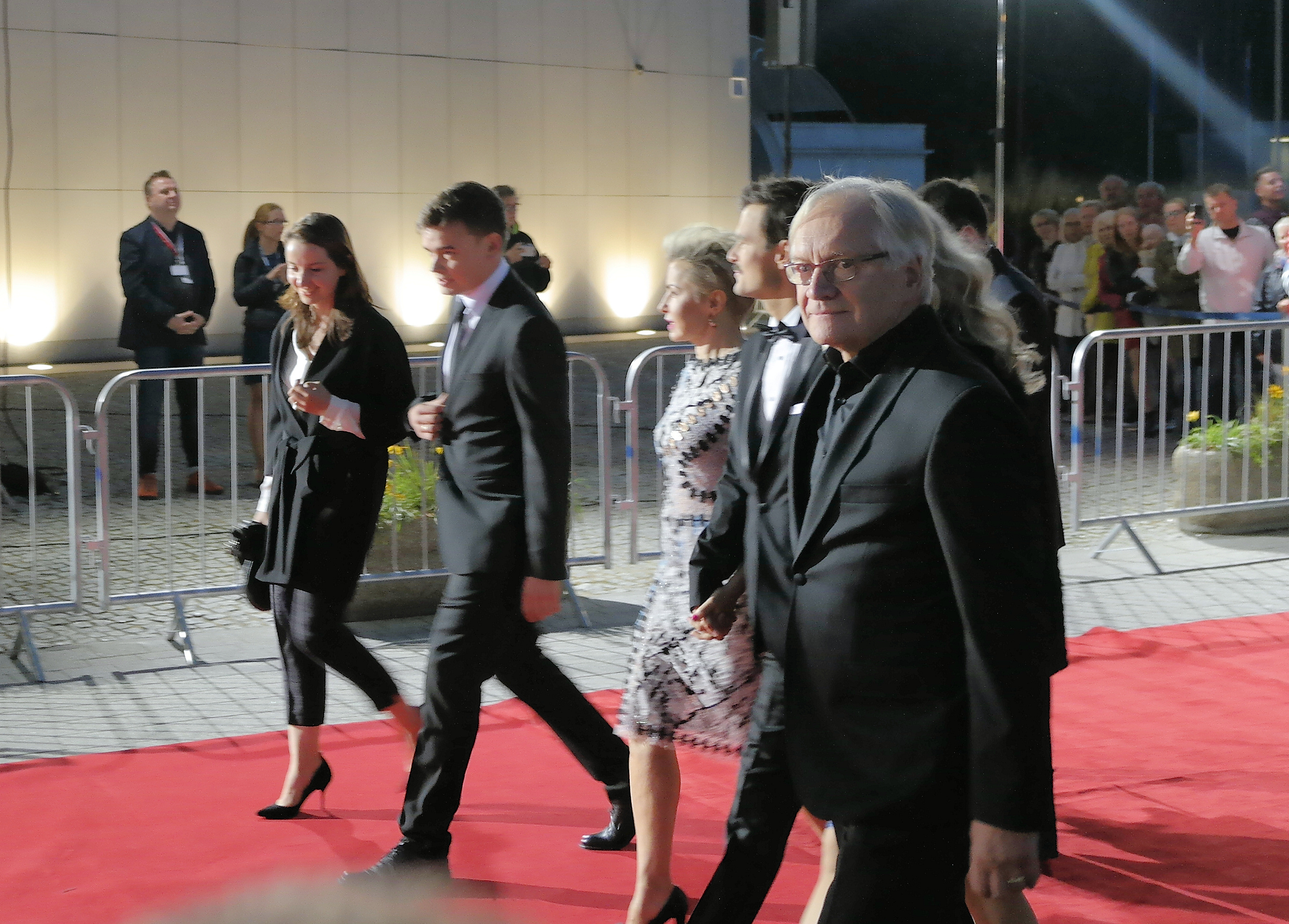
Andrzej Sewerynal Gdynia Film Festival 2016
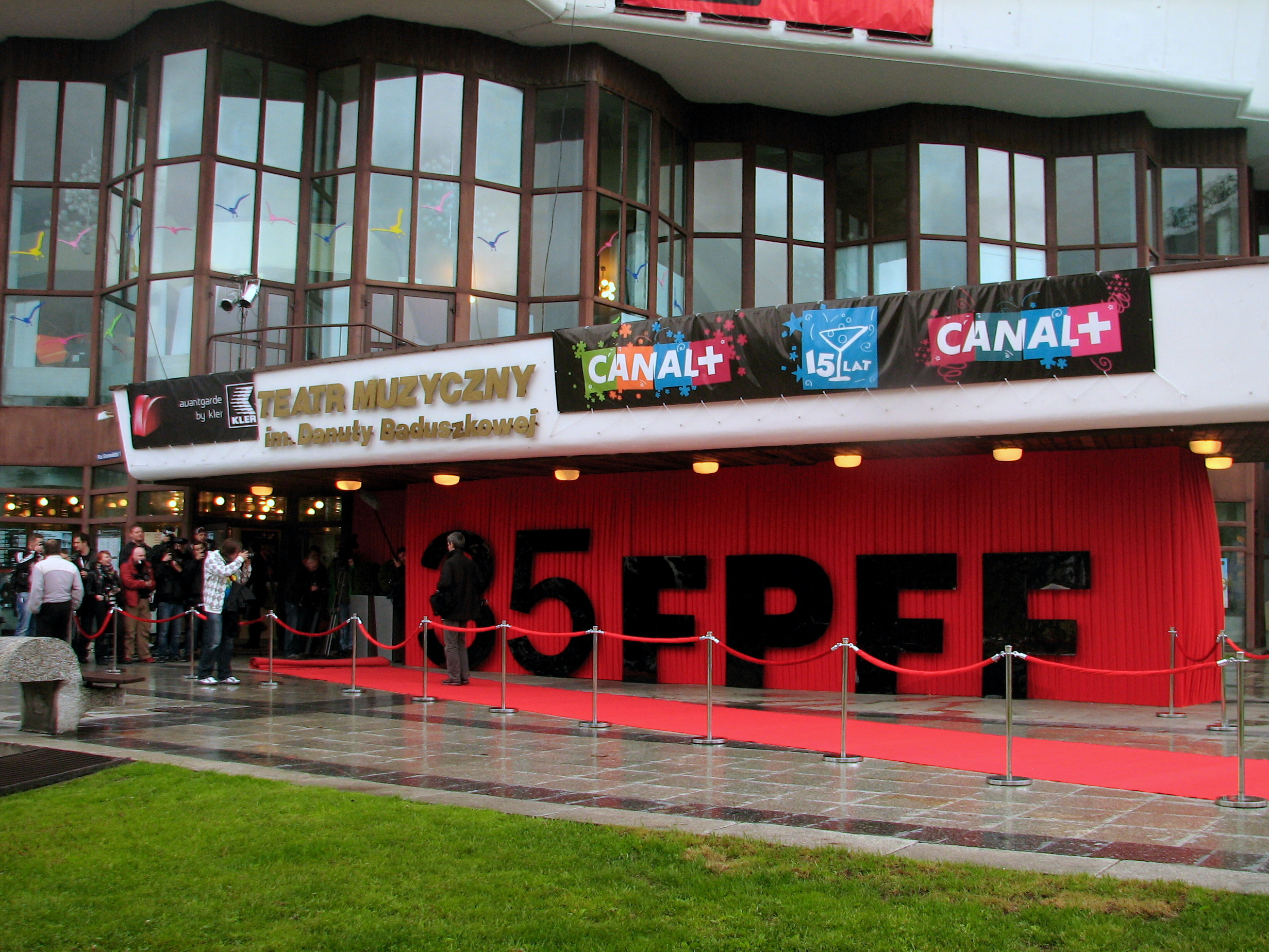
Entrata principale